# Parafia Wniebowzięcia Najświętszej Maryi Panny w Bytomiu
Parafia Wniebowzięcia Najświętszej Maryi Panny w Bytomiu – parafia metropolii katowickiej, diecezji gliwickiej, dekanatu bytomskiego Kościoła katolickiego obrządku łacińskiego w Bytomiu. 
Jedna z najstarszych parafii w Polsce; powstała w 1231 roku (według innego źródła w 1200 roku), została wydzielona z parafii św. Małgorzaty w Bytomiu. Powstanie parafii bywa przypisywane fundacji księcia opolskiego Władysława. Poza wiernymi z Bytomia należeli do niej wierni mieszkający we wsiach: Rozbark i Szombierki, później także wierni z Łagiewnik, Dąbrowy, Goduli, Orzegowa, Chebzia, Czarnego Lasu, Chropaczowa, Świętochłowic, Królewskiej Huty, Brzezin Śląskich, a po 1821 roku wierni z miejscowości Hajduki, Lipiny, Piaśniki, Zgoda.
Należała do diecezji krakowskiej do 1821 roku, następnie stała się częścią diecezji wrocławskiej. Od 1972 roku znajdowała się w diecezji opolskiej, a od 1994 roku jest w diecezji gliwickiej.  Z parafii tej wydzielono kilkadziesiąt innych parafii, dlatego nazywa się ją „matką kościołów”.
Proboszczami tejże parafii byli m.in.: ks. Józef Szafranek (1870–1874), ks. Norbert Bończyk (1874–1893), ks. Walenty Opaliński (10 lipca 1946–kwiecień 1957), ks. Wacław Schenk (1957–1982).